# ハーゲンブルク
ハーゲンブルク (ドイツ語: Hagenburg) は、ドイツ連邦共和国ニーダーザクセン州シャウムブルク郡ザムトゲマインデ・ザクセンハーゲンに属すフレッケン（古くから市場開催権など一定の自治権を認められていた町。以下、本項では便宜上「町」と記述する）である。この町はシュタインフーデ湖自然公園内に位置する。

## 地理

### 位置
ハーゲンブルクは、シュタインフーデ湖の南岸、レーブルク山地とノイシュテット湿原との間に位置する。シュタインフーデ（ヴンストルフの町区）の西、ザクセンハーゲンの北にあたる。連邦道B441号線がこの町を通っている。

### 自治体の構成
フレッケン・ハーゲンブルクは、州の地域再編・行政改革に先立って、1970年にハーゲンブルクとアルテンハーゲンとが合併して成立した。この町は、1969年にニーダーザクセン州内務省が署名した「町内地区は設けない」という条項に従っている。1974年にハーゲンブルクはザムトゲマインデ・ザクセンハーゲンの一員となった。

## 歴史
シュタインフーデ湖周辺には、すでに先史時代から定住がなされていた。アルテンハーゲンは1247年に「Oldenhagen」という名で初めて文献に記録されている。言語上の関連性から、数km南西に位置する集落ニーンハーゲンがその数年後に成立したことは確実であるとされている。これらより、アルテンハーゲンとハーゲンブルクの建設はともに13世紀の開墾期にあることが判明している。
ローデン伯が建造したハーゲンボルヒ城砦は1378年に初めて文献に記録されている。その外塁内に、現在もその跡が見て取れる街道に沿った村落（列村）が形成された。シーア通り沿いの列村であったニーンハーゲンは現在では原形を留めていない。
その後、この村は三十年戦争で破壊され、城砦の跡地に1686年にシャウムブルク＝リッペ侯のハーゲンブルク城館が建設された。当時のハーゲンブルクは郵便の宿駅であったが、1860年以降はシュタインフーダー・メーア鉄道がこの町を通るようになった。1765年から1767年にかけてシャウムブルク＝リッペ伯ヴィルヘルムはシュタインフーデ湖にヴィルヘルムシュタイン要塞島（人工島）を建設した。これに伴ってハーゲンブルク城から湖岸まで運河が掘削された。
1894年に射撃協会の規約が創られた。
消防団の設立は1900年頃にはすでに計画されていた。しかしこの計画は1910年まで黙殺されていた。「仕立屋の大親方」ハインリヒ・シェーア（1862年 - 1924年）の尽力により、1910年4月にシャウムブルク＝リッペ侯領で3番目（ビュッケブルクとシュタットハーゲンに次ぐ）の消防団が設立されたのである。この消防団は1943年にアルテンハーゲンの消火隊と合併した。

### 現代
ハーゲンブルクは魅力的な住宅地として発展している。住民数は、1990年頃から多く地域が住宅地としての土地利用指定を得たことにより、それまでの約3,000人から、2009年現在で4,600人にまで増加した。社会資本も充実した。多くのショッピングマーケット、医院、歯科医院、幼稚園、基礎課程学校が設けられ、手工業や産業がこの町に発展の機会を提供している。観光業は常にこの町の経済にとって大きな役割を演じている。隣接するシュタインフーデへの観光客はこの町に滞在し、ハーゲンブルクの遊歩道やサイクリングを利用している。
ハーゲンブルクでは毎年7月の第2週末に射撃祭が開催される。これは Schützengesellschaft von 1848 Hagenburg-Altenhagen e.V. がフェルスター池の祝祭広場で開催するものである。このために、連邦中から約80組のミュージシャンが多彩なレパートリーの演奏を繰り広げる。

## 宗教

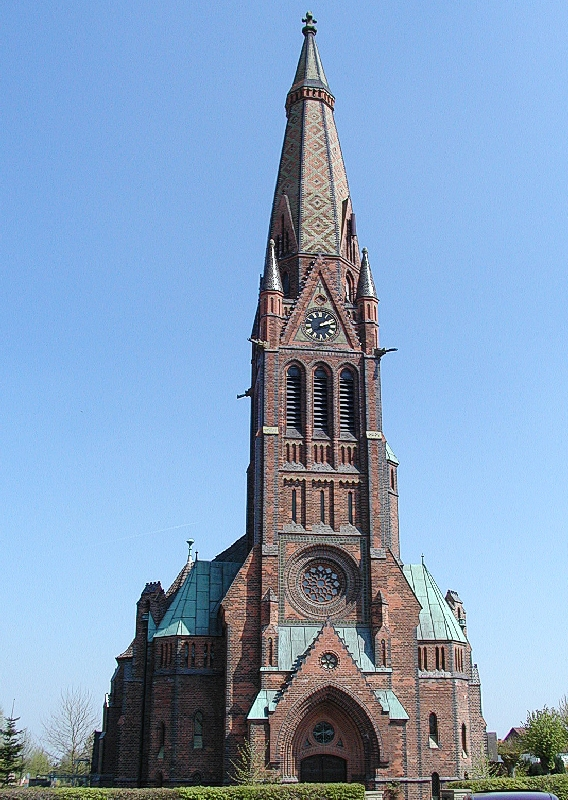
ハーゲンブルクの聖ニコライ教会

ハーゲンブルクは宗教改革以来プロテスタントの町である。後にユダヤ教を信仰する家族も移住してきた。第二次世界大戦の直前には17人のユダヤ人がハーゲンブルクに住んでいた。現在は、約3000人がプロテスタント、約700人がカトリックの信者である。

## 行政

### 議会
ハーゲンブルクの町議会は、15議席からなる。

### 紋章
紋章は1965年に制定された。それまでは、単に郡の紋章を使っていた。紋章はこの町の城館を象徴している。城館は14世紀にシャウムブルク伯が建設したもので、1871年から1873年に改修された。紋章内の小紋章は旧シャウムブルク＝リッペ郡の紋章である。波は近隣のシュタインフーデ湖を表している。城の上の2本の枝は14世紀に行われた森の開拓でこの町が創設されたことを象徴するものである。

## 文化と見所

### 建築
- 聖ニコライ教会: 1869年から71年にコンラート・ヴィルヘルム・ハーゼによりネオゴシック様式で建造された
- ハーゲンブルク城: 1686年に建設され、1793年からクレメンス・アウグスト・フォン・ファーゲデスによって古典主義建築に改築された。
- ラーツケラー: 屋根の上の小塔を持つ3階建ての木組み建築で、村のビール醸造権を有していた。1561年に建設され、1987年に改修された。堂々とした地階は、砂岩のプレートで上張りされた。

### 博物館
- アルテンハーゲンの鉱業博物館

### 音楽
- ハーゲンブルク男声合唱団は1862年に創設された。
- 1890年にリーダーターフェルが設立された。このサークルは現在も存続しているが、活動は休止中である。
- 1961年にアルテンハーゲン男声合唱団「Amicitia」（1892年創立）からアルテンハーゲン混声合唱団が設立された。後にアルテンハーゲン＝ハーゲンブルク「メーアムジーク」と改編された。
- ヴィルヘルム・ボック基礎課程学校の児童合唱団は1986年に設立された。
- 射撃協会 1848ハーゲンブルク＝アルテンハーゲンは音楽隊を有している。
- 教会組織には教会合唱団とブラスアンサンブルがある。
- Drum & Music Corps 「Blue Bandits」
- ゴスペルコーラス「Voice of Hope」
- 2005年に学校合唱部から「Mini-Harmonists」が創設された。この青年合唱団は2007年末からはアルテンハーゲン＝ハーゲンブルク混声合唱団に青年合唱部門として編入された。

### 公園
- 老木の木立とツツジの並木道がある城館公園
- モーアガルテン（湿原庭園）: 高層湿原および低層湿原の植物がある展示庭園
- 氷河期の岩石コレクションがあるフィントリングスガルテン
- ハーゲンブルガー・モーア自然保護地区
- シュタインフーデ湖自然公園

## 経済と社会資本

### 交通
- 連邦道B441号線: ヴンストルフへ通じており、ここから鉄道やアウトバーンに接続する。
- バート・レーブルク、レーブルク、ザクセンハーゲン、シュタットハーゲン、ヴンストルフへのバス路線

### 公共施設
- 屋内プール「ゼープフェルトヒェンバート」（タツノオトシゴ・プール）
- 体育館と運動場
- テニスコート
- 運河のヨットハーバー
- 近代的な射撃場

### 教育
- 基礎課程学校（ヴィルヘルム・ボック・シューレ）

## 人物
19世紀末、当時のシャウムブルク＝リッペ侯の家族が身分の低いものと結婚し、ハーゲンブルク伯として分家した。この子孫は現在南ドイツで暮らしている。

## 引用
1. ↑  Landesamt für Statistik Niedersachsen, LSN-Online Regionaldatenbank, Tabelle A100001G: Fortschreibung des Bevölkerungsstandes, Stand 31. Dezember 2023
2. ↑  General-Anzeiger vom 14. März 1998.
3. ↑  Freiwillige Feuerwehr Hagenburg 60 Jahre, 1970, o. S. (p. 11).
4. ↑  Blazek, Chronik der Ortsfeuerwehren der Samtgemeinde Sachsenhagen, 1994, p. 26.